# Kapalný vodík
Kapalný vodík (H2(l)) je zkapalněná podoba chemického prvku vodíku. V přírodě se vodík obvykle vyskytuje jako plyn v podobě molekul H2.
Ke zkapalnění vodíku je třeba jej nejprve ochladit pod kritickou teplotu 33 K (-240 °C), za atmosférického tlaku se poté stává kapalinou při 20,28 K (-252,87 °C). Vodík se často zkapalňuje s použitím kompresorů vzhledem připomínajícím tryskové motory.
Vodík bývá často skladován ve zkapalněné podobě, kdy oproti plynu zaujímá mnohem menší objem; jeho hustota je ale oproti jiným běžným palivům nízká. Přechovávat jej lze v tepelně izolovaných nádobách.
Vodík má dva spinové izomery; za pokojové teploty se převážně vyskytuje jako orthovodík, zatímco kapalný vodík je z 99,79 % tvořen para formou.
Ke zkapalnění vodíku je třeba odebrat teplo o hodnotě nejméně 12 MJ/kg, se započtením přeměny na para-izomer 14 MJ/kg, ale v praxi jde většinou o 36-47 MJ/kg.

## Historie

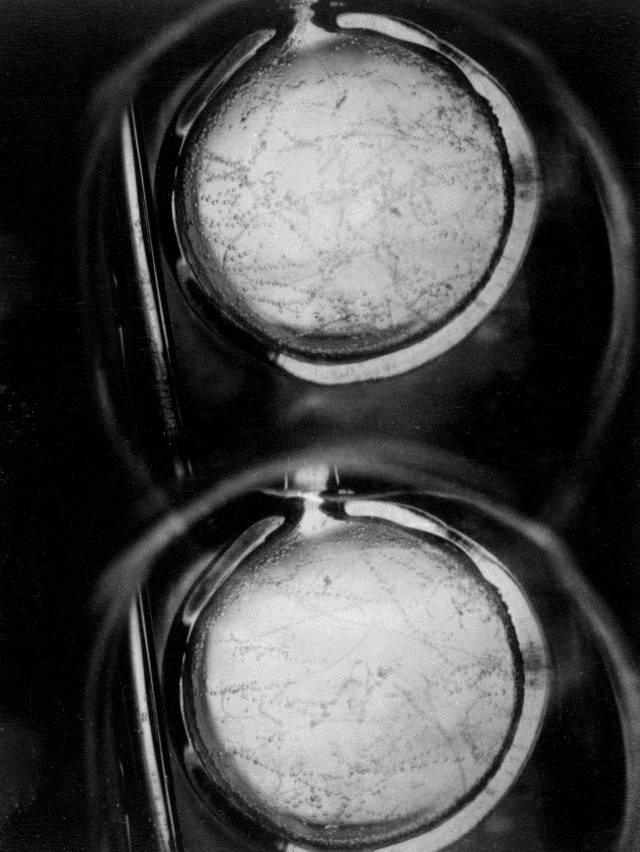
Bubliny vytvářející se ve dvou skleněných baňkách s kapalným vodíkem v laboratoři Bevatronu

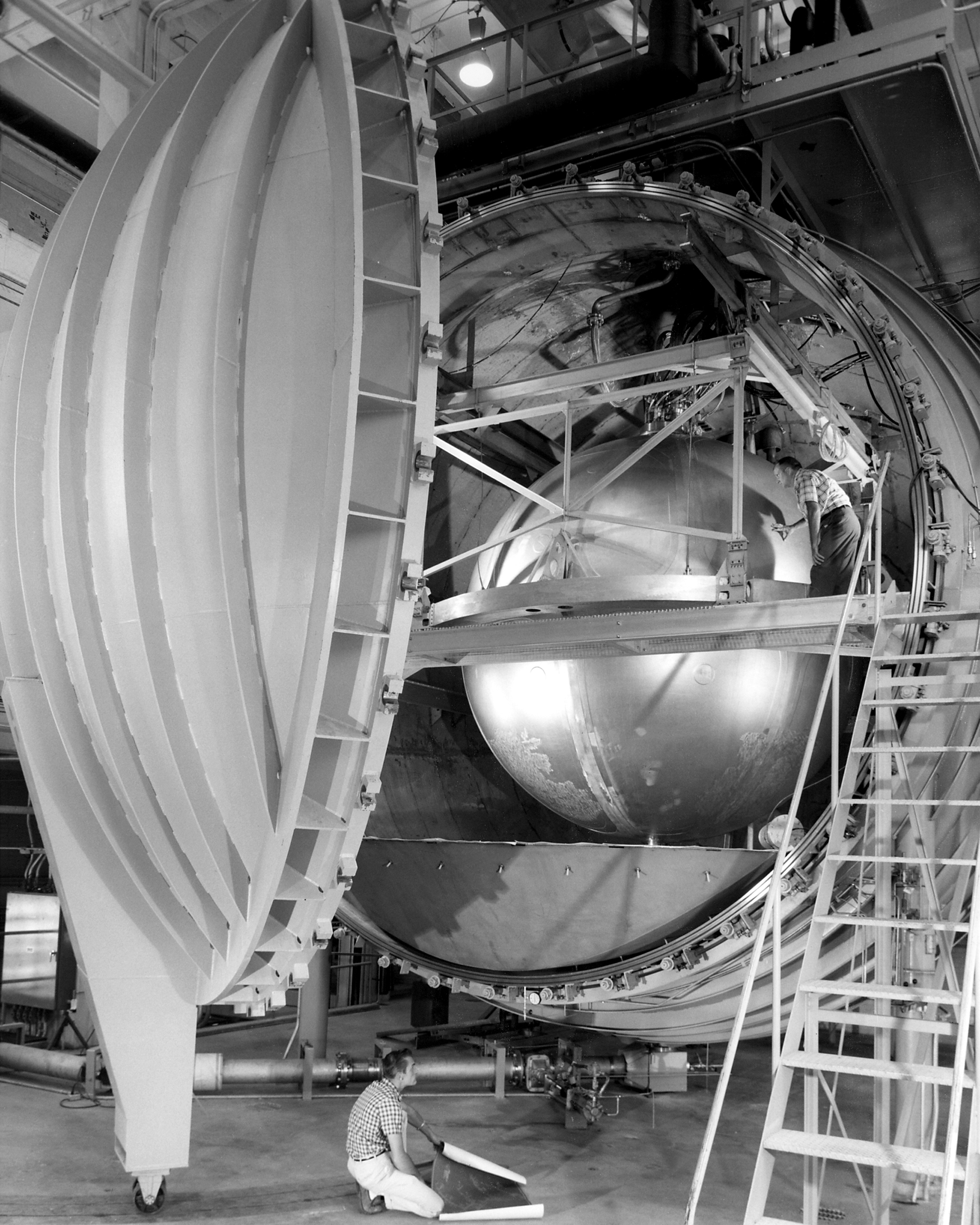
Nádoba s kapalným vodíkem v Glennovu výzkumném středisku

V roce 1885 zjistil Zygmunt Wróblewski, že kritická teplota vodíku činí 33 K, kritický tlak 1,33 MPa; a teplotu varu 23 K.
Zkapalnění vodíku úspěšně provedl James Dewar v roce 1898, roku 1929 vyrobili Paul Harteck a Karl Friedrich Bonhoeffer paravodík.

## Spinové izomery
Dvě jádra v molekule divodíku mohou mít dva různé spinové stavy.
Paravodík, u něhož mají tyto spiny opačné směry, je stálejší než orthovodík, u nějž jsou směry obou spinů stejné. Za pokojové teploty v důsledku tepelné energie převažuje orthoforma, ta se ale za nízkých teplot exotermicky přeměňuje na para izomer, přičemž uvolněná energie může část kapaliny odpařit; odpařování vodíku při dlouhodobém skladování lze zabránit záměrnou přeměnou na paravodík již během výroby, k čemuž se používají katalyzátory, jako oxid železitý, aktivní uhlí, kovy vzácných zemin, sloučeniny uranu, oxid chromitý, nebo některé sloučeniny niklu.

## Použití
Kapalný vodík je často používán jako raketové palivo. Po smíchání s oxidačním činidlem, kterým je obvykle kapalný kyslík, spalováním vzniká voda a malá množství ozonu a peroxidu vodíku.
První termonukleární zbraň Ivy Mike využívala jako palivo pro jadernou fúzi kapalné deuterium.

## Vlastnosti
Produktem spalování vodíku v čistém kyslíku by měla být pouze vodní pára. Vzhledem k vysoké teplotě spalování ale může dojít ke štěpení vazeb N≡N v atmosférickém dusíku, čímž se vytvářejí oxidy dusíku.
Kapalný vodík má také mnohem větší spalné teplo než benzin, zemní plyn, nebo nafta.
Hustota kapalného vodíku je 70,85 kg/m3 (při 20 K), takže i když je jeho spalné teplo oproti jiným palivům více než dvojnásobné, tak má několikrát nižší spalné teplo v poměru k objemu.
Kapalný vodík se musí skladovat v tepelně izolovaných nádobách a vyžaduje zvláštní zacházení. I s tepelně izolovanými nádobami je obtížné udržet nízkou teplotu a vodík z  nádob postupně uniká (obvyklá rychlost úniku je kolem 1 % za den)). Kapalný vodík je schopen přeměnit vzdušný kyslík na kapalnou nebo i pevnou látku, čímž může vznikat nebezpečí výbuchu.
Trojný bod vodíku odpovídá teplotě 13,81 K (-259,34 °C) a tlaku 7,042 kPa.

## Bezpečnost
Vzhledem ke své nízké teplotě může kapalný vodík vyvolávat omrzliny. Samotný vodík je biologicky neaktivní a jeho jedinými nebezpečími jsou schopnost snižovat obsah kyslíku, a tím způsobovat dušení, a značná hořlavost, se kterou souvisí výbušnost ve směsi se vzduchem. Kvůli hořlavosti je třeba kapalný vodík uchovávat odděleně od zdrojů tepla a zapálení, pokud nemá být záměrně zapálen. Vodík odpařený z kapaliny je oproti vodíku za pokojové teploty těžší než vzduch a může se vzduchem vytvářet hořlavé směsi těžší než samotný vzduch.